# Betula tadzhikistanica
Betula tadzhikistanica är en björkväxtart som beskrevs av Viktor Nikolayevich Vassiljev. Betula tadzhikistanica ingår i släktet björkar, och familjen björkväxter. Inga underarter finns listade.